# Maurice Herbaux
Maurice Paul Pierre Herbaux né à Lannoy le 6 juillet 1890 et mort à Lille le 3 octobre 1926,, est un sculpteur français.
Il est lauréat du prix de Rome de sculpture en 1919.

## Biographie
Maurice Herbaux est né le 6 juillet 1890 à Lannoy (Nord.
Admis à l’École nationale supérieure des beaux-arts de Paris, il est l’élève de Jean-Antoine Injalbert.
En 1919, il obtient le premier second grand prix de Rome, ex aequo avec Alfred-Alphonse Bottiau.
En 1921, il est récompensé par une mention honorable au Salon des artistes français et d'une mention au Concours de la tête d'expression pour sa sculpture Jeunesse. 

## Œuvres
- La Gloire ramène le héros au foyer familial, bas-relief en plâtre, 160 × 120 cm, localisation inconnue[8].
- Tête d'Amour, marbre, 35 cm, Montbrison, musée d'Allard[9].
- Tête de femme, marbre, 45 cm, Montbrison, musée d'Allard[10].